# Србофобија
Србофобија или антисрбизам, односно антисрпство (такође и србомржња), представља осећање нетрпељивости, непријатељства или мржње према Србима, Србији, Републици Српској, српској историји, српском језику, српској култури и свему што је повезано са Србима.
Посебан облик србофобије или антисрбизма представља антисрбијанство као осећање непријатељства или мржње према Србији или Републици Српској.
Врхунац србофобије десио се средином 20. века када је у геноциду над Србима у Другом свјетском рату од стране нацистичке Немачке, Бугарске, Хортијеве Мађарске, Албаније и Независне Државе Хрватске страдало више од милион Срба.
Идеолошка основа савременог антисрбизма почива на доктринарном антиславизму који је добио коначне облике у радовима Адолфа Хитлера и других теоретичара немачког нацизма. Агресивни антиславизам немачких нациста  имао је изразито расистичка обележја и био је првенствено усмерен против државотворних словенских народа, односно против Пољака, Чеха, Руса и Срба.
Различити су и врло сложени разлози за појаву антисрпства. Мржња одређених народа према Србима је кулминирала у више наврата.
Први пут је то било током османске власти над српским земљама, крајем 18. и почетком 19. века у време распада Османског царства и покушаја српског народа да се ослободе вековног турског ропства и терора који је у то време чињен над становништвом. У сличном временском периоду, на српски народ у Македонији вршени су свирепи злочини од стране Бугарске егзархије, односно грчких фанариота у циљу брисања српских трагова и српске Цркве са тих простора.
Други пут се ескалација антисрпства десила након анексије Босне и Херцеговине и напада Аустроугарске на Краљевину Србију 1914. године, чиме је започео Први светски рат у коме је убијено више од 720.000 Срба, што је чинило 28% тадашњег српског становништва. Војници су погинули у биткама и Албанској голготи. Цивили су страдали у логорима и масовним покољима.
Трећи и најкрвавији пут се догодило током Другог светског рата, када је, по званичним подацима, на различите начине страдало преко милион Срба. Највише од усташког ножа у логорима широм НДХ. Најпознатији логор је Јасеновац у којем је према неким изворима страдало преко 700.000 Срба који су мучени и убијани на најразличитије зверске начине. Познати су били и први логори за децу у Европи - Логор Јастребарско, Логор Сајмиште и Дечји логор у Сиску. Ови злочини заташкани су за време Титовог режима у СФРЈ. Поред тога, у окупираној Србији важило је правило "50 за једног" и "100 за једног" успостављено од стране Нацистичке Немачке, што је значило да се за једног рањеног немачког војника стрељало 50 Срба цивила, а за једног убијеног немачког војника 100 српских цивила.
Глобални излив антисрпства десио се током ратова за отцепљење бивших републике СФР Југославије у периоду од 1991-1996, као и покушаја стварања независне државе на територији Косова и Метохије уз подршку НАТО снага 1999. године. Током ових ратних дејстава вршени су небројени злочини над српским становништвом и вођена интензивна антисрпска пропаганда од стране већине новоформираних држава на тлу бивше Југославије, као и њихових савезника пре свега НАТО алијансе. Посебно је запамћена антисрпска пропаганда током НАТО агресије на СР Југославију 1999. године.
Најновији пример антисрпства био је доскорашњи владајући режим ДПС-а у Црној Гори, на челу са Милом Ђукановићем. Активном дугогодишњом пропагандом, бивши владајући режим, имао је за циљ угњетавање Срба у Црној Гори и убијање српства међу становницима те земље. То је рађено штампањем уџбеника на латиници, увођењем црногорске граматике, спорним пописима становништва, немогућности запошљења на одређена радна места због српског изјашњавања појединца и друго. Најпознатији већи примери србофобне политике бившег режима су отцепљење Црне Горе, контраверзна одлука о признавању Републике Косово, и најскорији покушај успостављања Црногорске православне цркве уз помоћ спорног Закона о слободи вероисповести. Тај закон је био окидач за масовне протестне литије које су се месецима одржавале на подручју Црне Горе, а касније и Србије и Републике Српске. Изборима у 2020, србофобни режим ДПС је смењен победом коалиције За будућност Црне Горе под вођством Здравка Кривокапића.

## Историја
Србија се у неким историјским документима, попут византијских и сл, писала као Сервија (лат. Servia), а име Срби латинизовано Сервс (лат. Servs), изводећи име српског народа и његове државе од латинске речи сервијус (лат. servius) што значи „слуга“. Тиме се хтело српском народу приписати ропски карактер, као народа недостојног да живи у слободи већ предодређеног да над њим владају странци.
У својим екстремнијим облицима србофобија се исказује кроз акте који за циљ имају уклањање Срба из неке заједнице. То може укључивати бојкот појединаца, предузећа и институција, односно отпуштање и спречавање запошљавања лица српске националности из државне управе, школства или медија. У још екстремнијим случајевима србофобија се исказује кроз претње, саботаже, физичке нападе, узнемиравање, присилно расељавање а на крају ескалира иу систематско етничко чишћење, односно геноцид.
Постоје настојања да се име „Срби“ изведе из неких речи које би омаловажавале име народа, а тиме и сам народ.
Сам израз србофобија је релативно нов, а почео је шире да се употребљава у другој половини 19. века, када је антисрпска кампања бугарских егзархиста попримила обележја отворене србофобије. Почетком 20. века, исти израз је користио и хрватски писац Антун Густав Матош како би описао широко распрострањене ставове у јавном животу тадашње Аустроугарске. Међутим, феномени који би се назвали србофобијом су постојали и раније, односно датирају од 19. века, односно од времена када су се Срби почели формирати у народ у модерном смислу. Србофобија се тада почела одвајати од ранијих, ширих облика дискриминације / нетолеранције — према хришћанима (карактеристичним за Османско царство), православцима (карактеристичним за Хабзбуршко царство), славофобије, односно разних регионалних и племенских ривалитета.
Александар Фјодорович Гиљфердинг, у својој књизи „О сродству славенских језика са санскритским“ (Сп. 1853), име Србин производи од санскритске речи „savara“, којом се означава „ниски“, „подли“, „рђави“, „неваљали“, „грешни“, „црни“ човек.

Србофобију књижевник Добрица Ћосић објашњава: 
 Србофобија је нова глобална идеологија мржње. Ми, Срби, нови смо семити. У ствари, ми смо метафора злочиначког народа. Јевреје, Турке, Немце, Русе, Енглезе, Французе, Холанђане, Шпанце, Португалце, мрзели су поједини народи, или неколико народа, они потчињени експлоатисани, поражени у рату. Нас мрзи више од милијарду људи, сви који гледају телевизију; нас мрзе они који нас не познају, а многи који не знају на ком је континенту та Србија. Ми смо симбол зла. Ми смо сотона света. Нас свет мрзи из племенитих побуда; из сажаљења према страдалницима и паћеницима од нашег злочињења. — Добрица Ћосић
Србофобију у 19. веку је потицала недовршеност обнављања српске државе, односно иредентистички карактер српског национализма који је доводио до сукоба са супарничким националистичким и иредентистичке пројектима код суседних народа (Мађари, Бугари, Албанци, Хрвати, Бошњаци) код којих се јављају разни облици србофобије. Као један од примера из тог периода се наводе списи хрватског националистичког вође Анте Старчевића у којима се за Србе користе животињски изрази.
Србофобија је од регионалног постала глобални феномен са мајским превратом 1903. године који је широм Европе створио утисак о Србима као „дивљацима“. У ширењу таквог утиска се истакла Аустроугарска која је развила пропагандну активност, сматрајући како независна српска држава представља трајну опасност по њен територијални интегритет. Циљ је био уверити сопствену и светску јавност како се Срби могу „довести у ред“ једино под влашћу „нормалне европске“ државе, односно Аустроугарске. Том утиску је године 1914. накратко помогао и сарајевски атентат, али и новински извештаји о ратним злочинима у Балканским ратовима. За време рата су Срби били изложени дискриминацији, затварању и погубљењима од стране аустроугарских власти.
Борба Србије на страни победничке Антанте у Првом светском рату је на дуже време утишала србофобију на међународном плану, као што је институционална србофобија привремено нестала на подручјима новостворене Краљевине Срба, Хрвата и Словенаца. Међутим, доминација Срба у власти нове државе, као и затирање хрватског и других националних идентитета је изазвало реакцију у облику скривене србофобије. Она ће своје најекстремније облике добити у атентату на краља Александра Карађорђевића и касније у Другом светском рату када су Срби били изложени дотада незапамћеним злостављањима, прогонима, масовним убиствима, а у томе се највише истакла НДХ Анте Павелића где је геноцид Срба био део званичне државне политике.
Током постојања Социјалистичке Федеративне Републике Југославије и власти Савеза комуниста Југославије Јосипа Броза, кроз званичну политику братства и јединства прикрива се и настоји сузбити исказивање србофобије. Она се, пак, почиње јављати крајем 1980-их као реакција на антибирократску револуцију да би поновно ескалирала кроз етничко чишћење у југословенским ратовима 1990-им. У истом периоду је карактеристично да је захваљујући светским масовним медијима и њиховом наглашавању српских ратних злочина србофобија опет постала глобални феномен, односно одражава се кроз негативне стереотипе који су се, поготово на западу, одржали дан-данас .
Србофобија је знатно нарасла током периода југословенских ратова 1990-их. Томе су допринели како српски ратна пропаганда, која је изазивала страх и мржњу код других југословенских народа, тако и муслиманска и хрватска ратна пропаганда где су Срби оптуживани за ратне злочине.

## Србофобија у Србији
Представници амбасаде Хрватске у Србији су учествовали у хуманитарном турниру у малом фудбалу на Ади Циганлији, 15. септембра 2018. године. Том приликом су носили дресове црне боје који асоцирају на фашизам (црнокошуљаше), а на дресовима је писало Земун. У Хрватској, једна од шовинистичких антисрпских парола је и: Хрватска до Земуна, јер је Земун био у саставу Независне државе Хрватске.

### Косово и Метохија
Историјски корени србофобије на подручју Косова и Метохије сежу у старију прошлост. Током Бечког рата (1683—1699), српски народ из ових области се непосредно по аустријском запоседању Београда (1688) укључио у општенародни устанак против турске власти. Током краткотрајне аустријске окупације Косова и Метохије (1689—1690), православни Срби су пружили подршку хабзбуршкој војсци, што је Турцима послужило као повод да након повлачења аустријских трупа (1690) изврше велику одмазду над српским становништвом. Током прогона, посебно су се истакли албански и татарски одреди у турској војсци. Овим догађајима, који су довели до Велике сеобе Срба са подручја Рашке, Косова и Метохије, постављен је камен темељац за дугорочну политику потискивања православних Срба из њихових матичних области, уз истовремено ширење новодосељених Албанаца. Током читавог 18. и 19. века, антисрпска политика је на подручју Косова и Метохије спровођена управо у садејству између турских власти и локалних албанских великаша. На овим просторима, србофобија је имала и додатну религијску компоненту, пошто су Срби великом већином били хришћани, док су локални Албанци били муслимани, тако да је антисрпска и антихришћанска политика била истовремено усмерена и против српског народа и против црквених установа. Нови талас србофобије међу Албанцима на подручју Косова и Метохије покренут је током Велике источне кризе (1875—1878), а међу главним носиоцима антисрпске и антихришћанске политике је била албанска Призренска лига. Изразито антихришћанско усмерење ове албанске организације произвело је забринутост чак и у делу албанског народа. Услед све израженијих притисака и нарастајуће антисрпске, односно антихришћанске кампање, многи православни Срби су спас потражили у виду исељавања у Краљевину Србију. Крајем 19. и почетком 20. века, албански прваци су наставили да воде своју традиционалну антихришћанску политику. Систематско подстицање србофобије и спровођење антисрпске политике од стране турских власти и локалних Албанаца настављено је све до ослобођења Косова и Метохије (1912).
У савременом добу, србофобија се на подручју Косова и Метохије интензивно манифестовала током аустроугарско-бугарске окупације у Првом светском рату, која је трајала од 1915. до 1918. године. Иста антисрпска политика настављена је и током италијанско-немачко-бугарске окупације у Другом светском рату, која је трајала од 1941. до 1944. године. Током ратних година, српско становништво на подручју Косова и Метохије тешко је пострадало од албанских фашистичких формација, првенствено од балиста и припадника СС дивизије Скендербег. Након успостављања комунистичке власти (1944), на подручју новостворене АКМО настављено је спровођење антисрпске политике, услед чега је дошло до новог таласа исељавања српског становништва. Таква политика је 1968. године добила и симболични израз у виду уклањања имена Метохије из званичног покрајинског назива. Током сепаратистичких демонстрација (1981) дошло је до отвореног манифестовања србофобије међу албанским демонстрантима. Након стварања терористичке организације ОВК и избијања сукоба на Косову и Метохији током деведесетих година 20. века, дошло је до ескалације антисрпске политике, која је досегла врхунац за време НАТО агресије на СРЈ (1999). Упркос доласку КФОР-а и УНМИК-а, српско становништво на Косову и Метохији је било изложено систематском и организованом терору од стране албанских екстремиста, што је довело до новог таласа исељавања. У исто време, извршено је масовно пљачкање српских имања и разарање српских црквених и културно-историјских споменика. Антисрпска политика је настављена и током наредних година, а поново се манифестовала у масовном и организованом облику за време Мартовског погрома (2004), када су албански екстремисти и терористи поново напали преостале српске заједнице и уништили велики број српских културно-историјских споменика.

### Војводина
Србофобија у Војводини датира из времена аустријске и аустроугарске окупације. Своју ескалацију имала је током Другог светског рата када је Мађарска окупирала и анектирала северне делове Југославије, укључујући Бачку, Барању, Међумурје и Прекомурје. Бачка је административно спојена са северним, мађарским, делом Бачке и на том подручју је формирана Бачко-бодрошка жупанија са административним центром у Сомбору. Барања је прикључена мађарској Барањској жупанији, док су Међумурје и Прекомурје прикључени мађарским жупанијама Зала и Ваш.
У страху од српске побуне припадници оружаних снага и војске Краљевине Мађарске (Хонвед) начинили су покољ Срба и Јевреја познат као Масакр у јужној Бачкој, или Рација у јужној Бачкој.

## Србофобије на подручју бивше Југославије

### Србофобија у Хрватској
Још у периоду од 16. 17. 18. и 19. века Срби са територије Далмације, Славоније, Барање, Лике, Баније, Кордуна и осталих територија данашње Републике Хрватске на којима су били настањени, масовно прелазе у римокатоличку веру.
Сењски капетан Каспар Раб добио је 1583. задатак да се упути у турску Лику и Крбаву са циљем да побије комплетно становништво, што би спречило насељавање православних Срби Крајишника. Његов поход завршио се потпуним поразом.
Папски мисионари, фрањевци, под патронатом Ватикана делују на свим наведеним територијама и масовно покрштавају Србе. У годинама велике глади у Далмацији су фрањевци покрштавали велики број Срба. Србин као православни верник није могао да има високи чин или положај у аустро-угарској и млетачкој војсци, нити је могао да напредује у било којим сферама друштвеног, политичког или културног живота.
Једно од сведочанстава тешког живота уцењеног српског сељака из овог периода, у каменитој Далмацији јесте и „Пилипенда”, коју је написао Симо Матавуљ.
Један од главних твораца Србофобије у Хрватској је, свакако, др. Анте Старчевић. Идеолог савремене хрватске државе је сматрао да Срби нису, и не могу бити у истом положају као Хрвати.

### Србофобија у Босни и Херцеговини
Србофобија у Босни и Херцеговини датира и јавља се у различитим периодима:
1. Османска окупација до 1878. године;
2. Анексије Босне и Херцеговине од стране Аустро-Угарске монархије;
3. Први светски рат;
4. Други светски рат и Независна Држава Хрватска 1941-1945;
5. Грађански рат у Босни и Херцеговини 1992-1995 године.

### Србофобија у Црној Гори
Не постоји јединствен став када се овај процес појавио у Црној Гори. У почетку, иако делимично изражена, у Божићној побуни 6. јануара 1919. године делом подстакнутој од стране Италијана, у појединим деловима Цетиња и Црне Горе се појачава такозвано анти-србијанско расположење. Разлог томе је свргавање династије Петровић са трона краљевине Црне Горе и долазак на власт династије Карађорђевић коју присталице зеленаша, као и део становника Црне Горе нису сматрали легитимном да господари новоствореном државом краљевине Срба, Хрвата и Словенаца. Зеленаши су Црногорце сматрали Србима и нису били противници српства у Србији и Црној Гори, али су због наглашене државне свести и оданости краљу Николи I Петровићу сматрали да Србија, односно династија Карађорђевић, немају право да Црну Гору претворе у безначајан територијални округ.
Главни идеолог антисрпске пропаганде у Црној Гори између два светска рата био је Савић Марковић Штедимлија, који је заступао великохрватску теорију о Црној Гори, Боки Которској и источној Херцеговини као саставним деловима замишљене "Црвене Хрватске". Окосницу ове теорије чинило је негирање српства и подстицање србофобије на поменутим просторима. Штедимлија је постао сарадник усташког покрета и током Другог светског рата активно је учествовао у разарању установа Српске православне цркве и стварању такозване Хрватске православне цркве. Залагао се за издвајање православних епархија у Црној Гори из састава Српске православне цркве у циљу стварања "аутокефалне" цркве у Црној Гори.
Србофобија у Црној Гори најупечатљивије датира из времена крвавог грађанског рата који је трајао од 1941—1945. године. У том периоду, у Црној Гори се на мети новог, комунистичког покрета (а касније и комунистичке власти) налази већина угледнијих и образованијих људи који су комунистичком покрету представљали препреку за успостављање новог система власти, јер су сматрани чуварима „старе буржоазије". Спровођење комунистичке револуције у Црној Гори и стварање такозваног „некласног" друштва било је праћено крвавим сукобом присталица Комунистичког покрета, са једне, и ројалиста Југословенске војске у отаџбини, са друге стране. У том периоду, на удару комунистичког покрета (касније НОП-а) у Црној Гори се нашла Српска православна црква. Нарочито је страдала Митрополија Црногорско-приморска, са седиштем на Цетињу. С друге стране, многи као носиоца србофобије у Црној Гори често узимају и др. Секулу Дрљевића, који је имао извесну улогу у проглашењу независне државе Црне Горе, под фашистичком окупацијом Италије, коју је подржала Независна Држава Хрватска, иако је та творевина кратко трајала (13. јул 1941)
После Другог светског рата, драстично се мења национална структура становништва Црне Горе. У односу на претходно извршене пописе становништва на којима су се у Црној Гори као Срби изјаснили преко 90% становника, на попису становништва из 1948. године су се као Срби изјаснили свега 2% становника те земље. Комунистичка власт је увела нову категорију изјашњавања, Црногорци. Та новонастала категорија је изазвала демографски суноврат Срба у Црној Гори. Срби у Црној Гори су често због притисака били присиљавани да се изјашњавају супротно. Мада се између појма „Црногорац", и „Србин", није правила значајна разлика. Ипак, та појава ће оставити далекосежне последице.
У периоду комунизма књиге које десрбизирају Црногорце су објавили Саво Брковић и Шпиро Кулишић.
У периоду после поновног осамостаљења Црне Горе 21. маја 2006. године, српски језик, који је до 2011. године био и службени језик, губи тај статус у Црној Гори. Проценат говорника српског језика је са пописа становништва Републике Црне Горе из 2003. године са 64% опао на 44,45% говорника српског језика на попису становништва из 2011. године. Срби, као конститутивни народ, се представљају као национална мањина. У односу на попис становништва Републике Црне Горе из 2003. године када су се као Срби изјаснили 31,99% становника Црне Горе, на попису становништва Републике Црне Горе из 2011. године, као Срби су се изјаснили 28,79% становника. Видан пад говорника српског језика и изјашњених Срба на попису 2011. године је разлог промовисања црногорског језика од стране власти и медија, као и самој поларизацији поимања питања националног и језичког идентитета у Црној Гори. Проценат запослених Срба у државној администрацији, здравству, полицији, школству и осталим секторима је драстично опао. Као писмо, промовише се служење латиничним писмом које је и службено, док се ћирилица потискује из службене употребе.
Најтежи удар србофоба у Црној Гори трпи Српска православна црква која је са властима већ известан период у спору око црквене имовине и промовисања канонски непризнате, такозване Црногорске православне цркве. Публицисти Новак Аџић, Слободан Јовановић, Мирослав Ћосовић и др. често објављују србофобне текстове, интерпретирајући историју у светлу своје идеологије а не научних чињеница.

### Србофобија у Словенији
Током Првог светског рата, главни заговорник србофобије у Словенији је био словеначки клерикални политичар Иван Шуштершич, који се отворено залагао за потпуно уништење Краљевине Србије.

## Србофобија на Западу
У америчким холивудским филмовима снимљеним после ратова 90-их популарно Србе често представљају као негативце. Срби се приказују као једна врста зла. Често се доводе у везу са нацистима и приказују као бескрупулозан народ који сваког мрзи и врши геноцид над другим народима. Један од таквих филмова је У земљи крви и меда.

## Галерија
- Serbien muss sterbien! („Србија мора умрети!“), аустроугарска, америчка и немачка карикатура, представља Србију (Србе) као малог, ружног терористу.
- Опљачкане и девастиране продавнице у власништву Срба у Сарајеву, пре почетка рата 1914.
- Аустроугарски војници убијају српске цивиле током Првог светског рата
- Посмртни остаци масакрираних Срба, од стране бугарских војника у време Првог светског рата. Процењује се да је у току првих месеци бугарске окупације, само у Сурдулици, побијено између 2.000-3.000 српских цивила.
- Уредба органа НДХ о обавезном исељавању свих Срба и Јевреја из својих домова у Загребу, током Другог светског рата. Уредба прописује методу присиле за оне Србе и Јевреје који не испоштују уредбу.
- Посмртни остаци побијених српских цивила од стране усташа, који су потом бачени у реку Саву.
- Нож звани србосјек, а који је коришћен од стране усташа за брже убијање логораша у Јасеновцу.
- Преживела српска деца, спашена из логора Јасеновац.
- Српски цивили приморани да пређу у католицизам од усташа у Глини.
- Рушевине цркве Светог Спаса у Призрену која је изграђен око 1330. а уништена током 2004. током албанских „немира на Косову“.
- Икона из 14. века из цркве Богородица Љевишка у Призрену, која је оштећена у 2004. од стране албанских вандала. Срби, Бога спомените †
- Косово и Метохија: Манастир Девич су албански терористи разорили 17. марта 2004. године и силовали једну стару монахињу.
- Манастир Девич — оскрнављена унутрашњост цркве
- Српкиња обилази опустошени манастир Девич